# Eucharius Zenzen
Eucharius Zenzen OSB (* 17. Oktober 1903 in Andernach; † 16. April 1963 in Dinklage) war Abt der Benediktinerabtei St. Matthias.

## Leben

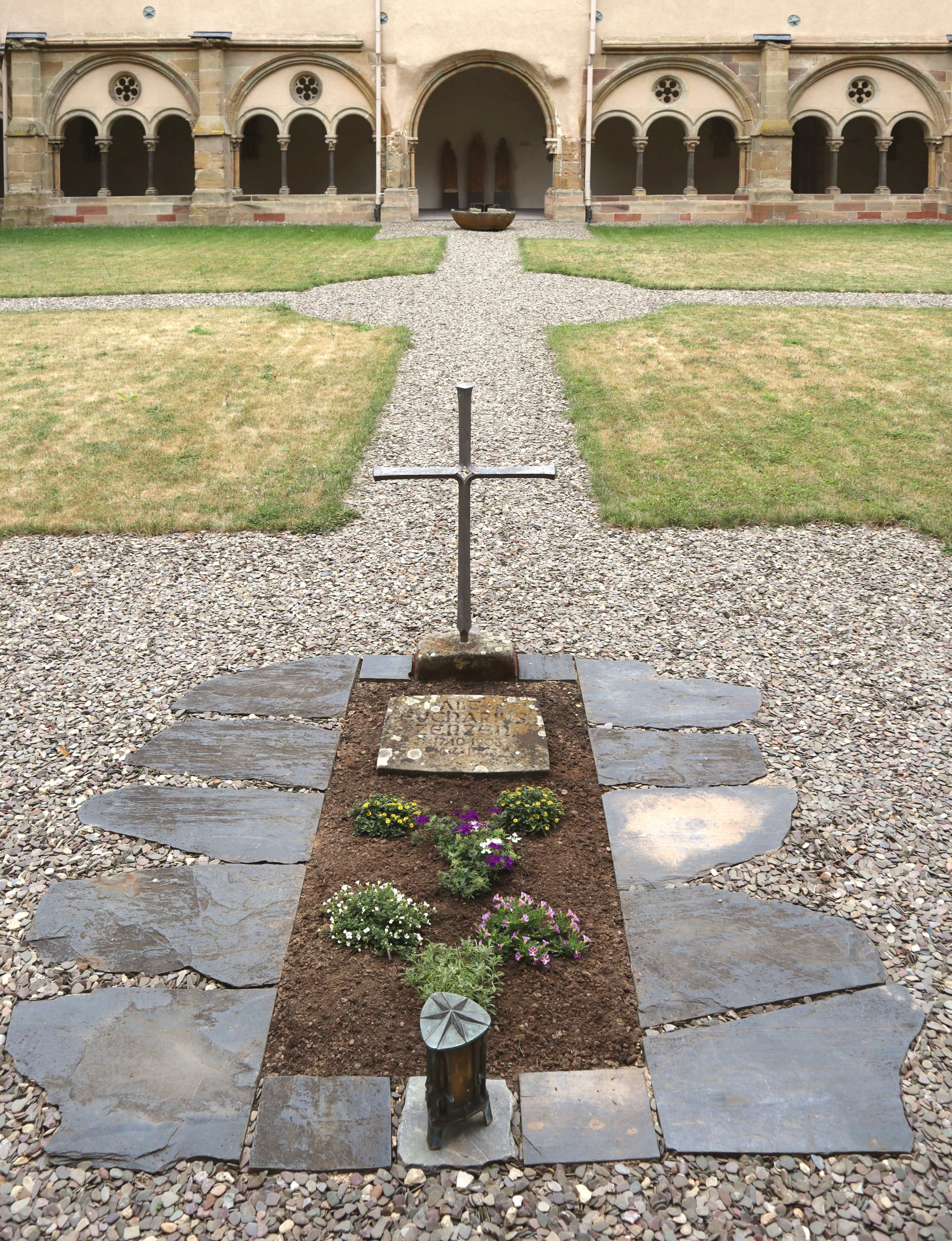
Grabstätte im Kreuzgang der Benediktinerabtei St. Matthias in Trier

Wilhelm Zenzen trat nach dem Abitur 1922 in das Bischöfliche Priesterseminar Trier und kurz darauf in die Abtei St. Matthias ein, wo er den Ordensnamen Eucharius annahm und 1926 die Profess ablegte. Er wurde 1929 zum Priester geweiht und 1932 in Rom in Philosophie promoviert. Er war vor allem in der kirchlichen Jugendarbeit tätig, bis diese durch die Nationalsozialisten unterbunden wurde. Danach studierte er Volkswirtschaft und Soziologie in Paris und Lille, wo er 1939 das Diplom erwarb.
Nach dem Zweiten Weltkrieg lehrte er Philosophie am Päpstlichen Athenaeum St. Anselmo in Rom. 1950 wurde er als Administrator in sein Kloster zurückgerufen, dessen Abt Petrus Borne mit einem Teil der Mönche die Abtei Tholey im Saarland wiederbesiedelt hatte. Prior Zenzen blieb mit einigen Mönchen in St. Matthias zurück, dessen Weiterbestand nach der Teilung des Konvents seiner Führung zu verdanken ist. Nach der Stabilisierung 1961 zum Abt gewählt, starb er zwei Jahre später an Krebs.